# Київський військовий ліцей імені Івана Богуна
Ки́ївський військо́вий ліце́й і́мені Іва́на Богуна́ — середній загальноосвітній навчально-виховний заклад з військово-професійним напрямом навчання і виховання, військовий ліцей у місті Києві.

## Історія ліцею

### Київське суворовське військове училище
На початку липня 1947 року училище було переведене із Чугуєва до Києва і отримало назву «Київське суворовське військове училище». У 1947 році був проведений перший післявоєнний набір вихованців. А вже в 1948 році відбувся перший випуск суворовців. 23 серпня цього ж року випускники училища прийняли Військову Присягу і були направлені на навчання в два піхотних і одне танкове училище. З того часу училище випускало 65-70 вихованців, з 1961 року — 200, а з 1971 року — 300 вихованців.
У 1950 році був заснований Почесний перехідний приз Міністерства оборони СРСР для нагородження найкращого Суворовського училища, а в 1951 році цей приз був вручений Київському суворовському військовому училищу. Весь особовий склад училища отримав подяку від Міністра оборони, а для заохочення найкращих командирів, викладачів, службовців було виділено 50 тисяч карбованців.
У 1955 році училище було реорганізоване в Київське суворовське офіцерське училище. Випускалися «лейтенанти». Таких випусків було тільки три. У 1958 році училищу було повернено назву — суворовське військове училище. У 1958 році термін навчання було збільшено на один рік — з 6 до 7 років, тобто з 5 по 11 клас. У 1959 році почалося вивчення електрорадіотехніки і засобів зв'язку, а з 1961 року — автотехніки.
У 1964 році училище було переведено з семирічного на трирічний термін навчання, і почався прийом хлопців у віці 15-16 років після закінчення 8 класів. У 1969 році було введено дворічний термін навчання.

### Київський військовий ліцей
У 1992 році згідно з постановою Кабінету Міністрів України № 490 і наказом Міністра оборони України № 133 «Про реформування Київського суворовського військового училища» на його базі було створено Київський військовий ліцей. З 1993 року введено трирічний термін навчання.
4 жовтня 1994 Київському військовому ліцею було вручено бойове знамено Збройних сил України.
Постановою Кабінету Міністрів України № 764 від 1 червня 1998 року, за ініціативи спілки офіцерів України, ліцею було присвоєно ім'я активного учасника визвольного руху за незалежність України Івана Богуна і він почав іменуватися Київським військовим ліцеєм імені Івана Богуна, а в березні 1998 року ліцею видано ліцензію на проведення освітньої діяльності, пов'язаної з наданням повної загальної середньої освіти.
Згідно з постановою Кабінету Міністрів України від 1 червня 1998 року № 764 на базі Боярського центрального клінічного санаторію було створено навчально-оздоровчий комплекс Київського військового ліцею для надання учням 8-9 класів, загальною кількістю 250 осіб, базової середньої освіти і оздоровлення ліцеїстів 10-11 класів Київського військового ліцею і ліцеїв з посиленою військово-фізичною підготовкою. Навчально-оздоровчий комплекс — це структурний підрозділ Київського військового ліцею ім. І.Богуна.
У 2001 році Київський військовий ліцей був відзначений дипломом Міжнародного відкритого рейтингу популярності та якості «Золота фортуна».
У 2003 році ліцей нагороджено Почесною грамотою Верховної Ради України.
Наказом начальника Головного управління освіти і науки виконавчого органу Київської міської ради від 25.07.2005 за № 196 Київський військовий ліцей імені Івана Богуна визнано атестованим з відзнакою.
За часів правління Януковича заклад відзначився кількома скандалами.
6 грудня 2016 року до 25-ї річниці відновлення Збройних сил України було закладено капсулу майбутньому пам'ятнику Іванові Богуну, плани з встановлення якого були ще з початку 2000-х.
14 грудня 2017 року в ліцеї відбулося відкриття міні-футбольного поля зі штучним покриттям.

## Символіка

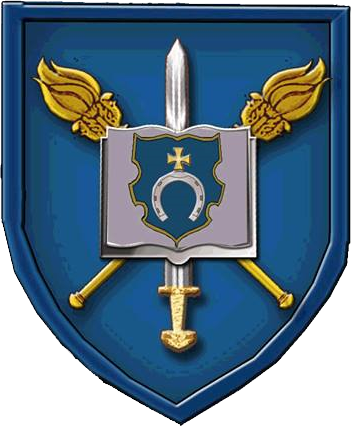
Нарукавний знак ліцею у 2017—2020 роках

## Структура
- 1-ша навчальна рота
- 2-га навчальна рота
- 3-тя навчальна рота
- 4-та навчальна рота
- 5-та навчальна рота
- 6-та навчальна рота
- військовий оркестр[6]
- взвод матеріального забезпечення

## Музичне виховання
В ліцеї працює заслужений артист України Віталій Олексійович Свирид — викладає музичне мистецтво, керує художньою самодіяльністю.

## Керівники
1. 1993-1999 — генерал-майор Шкребтієнко Олександр Герасимович,
2. 1999-2008 — генерал-майор Кравчук Леонід Васильович,
3. 2008-2010 — полковник Тхоржевський Ігор Вікторович,
4. 2010-2013 — генерал-майор Романенко Данило Володимирович,
5. 2013-2016 — полковник Бондаренко Олександр Вікторович,
6. 2016-2023 — генерал-майор Гордійчук Ігор Володимирович — Герой України[9].
7. З 2023 року — полковник Камалов Євген Віталійович[10]

## Відомі випускники та співробітники
Див. також: Випускники Київського військового ліцею імені Івана Богуна
- Давиденко Віктор Миколайович — український військовослужбовець, генерал-майор;
- Золотарьов Іван Григорович — український військовослужбовець, генерал-майор;
- Куцак Геннадій Васильович — заслужений юрист України, полковник юстиції;
- Осипенко Володимир Борисови — український військовослужбовець, заступник командира 98-ї повітряно-десантної дивізії (м. Іваново);
- Ощепков Олексій Вікторович (1974—2014) — український військовослужбовець, старший лейтенант Збройних сил України, учасник російсько-української війни 2014—2017.
- Порхун Олександр Володимирович, майор (Герой України);
- Дробот Ігор Іванович (1969—2017) — український військовослужбовець, прапорщик, учасник групи «Евакуація 200» цивільно-військового співробітництва ЗСУ в зоні АТО;
- Кизило Андрій Олександрович (1993—2017) — український військовослужбовець, капітан, майор(посмертно), Герой України (посмертно);
- Кукурба Олександр Васильович (1994—2022) — український військовослужбовець, майор, Герой України (2022), бойовий льотчик Су-24.
- Микитенко Юлія Миколаївна (нар. 1995) — українська військовослужбовиця, ветеранка АТО, учасниця боїв на Світлодарській дузі.
- Бова Євгеній Петрович — український військовослужбовець, Герой України, підполковник Збройних сил України, командир 1-го окремого батальйону морської піхоти (2018).
- Шаматалю́к Євге́н Ві́кторович (нар. 9 червня 1990, с. Тарасівка Тульчинського району Вінницької області) — підполковник Збройних сил України. Герой України (2022).
- Лазаренко Ростислав Павлович (нар. 18 червня 1994) — український військовий льотчик-штурмовик, підполковник Повітряних сил Збройних сил України, учасник російсько-української війни. Кавалер Хреста бойових заслуг (2022), повний лицар ордена Богдана Хмельницького (2022), кавалер ордена «За мужність» III ступеня (2023). Герой України (2023).
- Лисенко Євген Вадимович (8 липня 1994, с. Ротмистрівка, Черкаський район, Черкаська область, Україна — 9 березня 2022, поблизу м. Житомира, Україна) — український військовий льотчик 2 класу, майор, учасник російсько-української війни, що героїчно загинув під час російського вторгнення в Україну. Герой України (2023).
- Корнійчук Богдан Сергійович (14 травня 1999, с. Морочне, Вараський район, Рівненська область, Україна — 6 березня 2022, м. Сєвєродонецьк, Луганська область, Україна) — лейтенант Збройних Сил України, учасник російсько-української війни, що загинув під час російського вторгнення в Україну 2022 року, Герой України з удостоєнням ордена «Золота Зірка» (2022, посмертно).
- Пархоменко Сергій Ігорович (нар. 14 січня 1997, м. Харків — пом. 14 травня 2022, м. Гуляйполе, Запорізька область) — український військовослужбовець, капітан Збройних Сил України, учасник російсько-української війни. Герой України (2022, посмертно).
- Єрофєєв Макар Володимирович (1999—2023) — український військовослужбовець, старший лейтенант. Заступник командира роти розвідки 92-ї Окремої штурмової бригади. Герой України (2024, посмертно).
- Жданов Володимир Сергійович (нар. 12 травня 1999, с. Ольгопіль, Гайсинський район, Вінницька область, Україна) — український військовослужбовець, підполковник Національної гвардії України, командир батальйону. Герой України (2025).

## Споруда головного навчального корпусу
Головний навчальний корпус Київського військового ліцею імені Івана Богуна (бульвар Лесі Українки, 25) — це будівля колишнього Олексіївського інженерного училища (споруджено 1914-1916 рр.). Споруда є об'єктом культурної спадщини міста Києва. Вирізняється наявністю зовнішнього та внутрішнього курдонерів, що є рідкісним архітектурним явищем на теренах України та Києва.

## Релігія
2005 року на території ліцею було відкрито тимчасовий храм преподобному Серафиму Саровському Чудотворцю УПЦ КП
2012 року на території ліцею було відкрито й освячено тимчасовий храм Спаса Нерукотворного УПЦ МП
2023 року призначено на посаду військового капелана священика Максима ПЦУ